# بيندكت اندروز
بيندكت اندروز (بالإنجليزية: Benedict Andrews)‏ هو مخرج أسترالي، ولد في 1972 في أديلايد في أستراليا.

## وصلات خارجية
- الموقع الرسمي
- بيندكت اندروز على موقع IMDb (الإنجليزية)
- بيندكت اندروز على موقع قاعدة بيانات الفيلم (الإنجليزية)